# David Duchovny
David William Duchovny (sinh 07/08/1960) là một diễn viên Mỹ. Duchovny được công chúng biết nhiều khi diễn vai thám tử Fox Mulder trong bộ phim The X-Files.

## Giải thưởng

### Giải Emmy
- 1998 – Đề cử – Outstanding Guest Actor in a Comedy Series – The Larry Sanders Show
- 1996 – Đề cử – Nam diễn viên chính xuất sắc in a Drama Series – The X-Files
- 1998 – Đề cử – Nam diễn viên chính xuất sắc in a Drama Series – The X-Files
- 2003 – Đề cử – Outstanding Guest Actor in a Comedy Series – Life with Bonnie

### Giải Quả cầu vàng
- 1995 – Đề cử – Best Performance by an Actor in a Television Series – Drama – The X-Files
- 1996 – Đoạt giải – Best Performance by an Actor in a Television Series – Drama – The X-Files
- 1997 – Đề cử – Best Performance by an Actor in a Television Series – Drama – The X-Files
- 1998 – Đề cử – Best Performance by an Actor in a Television Series– Drama – "The X-Files"
- 2007 – Đoạt giải – Best Performance by an Actor in a Television Series – Musical or Comedy – Californication
- 2008 – Đề cử – Best Performance by an Actor in a Television Series – Musical or Comedy – Californication
- 2009 – Đề cử – Best Performance by an Actor in a Television Series – Musical or Comedy – Californication
- 2011 – Đề cử – Best Performance by an Actor in a Television Series – Musical or Comedy – Californication
- 2012 – Đề cử – Best Performance by an Actor in a Television Series – Musical or Comedy – Californication

## Danh mục phim

### Điện ảnh
| Năm  | Tên phim                             | Vai diễn                     | Ghi chú            |
| ---- | ------------------------------------ | ---------------------------- | ------------------ |
| 1988 | Working Girl                         | Tess' friend                 |                    |
| 1989 | New Year's Day                       | Billy                        |                    |
| 1990 | Denial                               | John                         |                    |
| 1990 | Bad Influence                        | Club goer                    |                    |
| 1991 | Julia Has Two Lovers                 | Daniel                       |                    |
| 1991 | Don't Tell Mom the Babysitter's Dead | Bruce                        |                    |
| 1991 | The Rapture                          | Randy                        |                    |
| 1992 | Ruby                                 | Officer Tippit               |                    |
| 1992 | Beethoven                            | Brad                         |                    |
| 1992 | Venice/Venice                        | Dylan                        |                    |
| 1992 | Chaplin                              | Rollie Totheroh              |                    |
| 1993 | Kalifornia                           | Brian Kessler                |                    |
| 1997 | Playing God                          | Dr. Eugene Sands             |                    |
| 1998 | The X-Files: Fight the Future        | FBI Special Agent Fox Mulder |                    |
| 2000 | Return to Me                         | Bob Rueland                  |                    |
| 2001 | Evolution                            | Dr. Ira Kane                 |                    |
| 2001 | Zoolander                            | JP Prewitt                   |                    |
| 2002 | Full Frontal                         | Bill / Gus                   |                    |
| 2004 | Connie and Carla                     | Jeff                         |                    |
| 2004 | House of D                           | Tom Warshaw                  | Kịch bản, đạo diễn |
| 2005 | Trust the Man                        | Tom                          |                    |
| 2006 | Queer Duck: the Movie                | Tiny Jesus                   |                    |
| 2006 | The TV Set                           | Mike Klein                   |                    |
| 2007 | Things We Lost in the Fire           | Brian Burke                  |                    |
| 2007 | The Secret                           | Dr. Benjamin Marris          |                    |
| 2007 | Quantum Hoops                        | Narrator                     |                    |
| 2008 | The X-Files: I Want to Believe       | FBI Special Agent Fox Mulder |                    |
| 2010 | The Joneses                          | Steve Jones                  |                    |
| 2012 | Goats                                | The Goat Man                 |                    |
| 2013 | Phantom                              | Bruni                        | completed          |
| 2013 | After the Fall                       | John Fareri                  | Hậu kỳ             |
| 2013 | Relative Insanity                    | Trent                        | Tiền kỳ            |

### Truyền hình
| Năm       | Tên phim                         | Vai diễn                       | Ghi chú |
| --------- | -------------------------------- | ------------------------------ | --- |
| 1990-1991 | Twin Peaks                       | DEA Agent Denise/Dennis Bryson | Series truyền hình, 3 tập |
| 1992      | Baby Snatcher                    | David Anderson                 | Television film |
| 1992–1997 | Red Shoe Diaries                 | Jake Winters                   | Series truyền hình, 10 tập |
| 1993–2002 | The X-Files                      | FBI Special Agent Fox Mulder   | Series truyền hình, 176 tập Golden Globe Award for Best Actor - Television Series Drama Satellite Award for Best Actor - Television Series Drama Đề cử - Golden Globe Award for Best Actor - Television Series Drama (1996, 1998-1999) Đề cử - Kids' Choice Award for Favorite Television Friends (cùng với Gillian Anderson) Đề cử - Primetime Emmy Award for Outstanding Lead Actor in a Drama Series (1997-1998) Đề cử - Saturn Award for Best Actor on Television (1997-1999) Đề cử - Satellite Award for Best Actor - Television Series Drama Đề cử - Screen Actors Guild Award for Outstanding Performance by a Male Actor in a Drama Series (1996-2000) Đề cử -Screen Actors Guild Award for Outstanding Performance by an Ensemble in a Drama Series (1997-1999) |
| 1995-1998 | Saturday Night Live              | Himself                        | Series truyền hình, 2 tập |
| 1996      | Space: Above and Beyond          | Handsome Alvin                 | Series truyền hình, tập: "R&R" |
| 1995-1996 | The Larry Sanders Show           | Himself                        | Series truyền hình, 2 tập Đề cử - Primetime Emmy Award for Outstanding Guest Actor in a Comedy Series |
| 1997      | The Simpsons                     | FBI Special Agent Fox Mulder   | Series truyền hình, tập: "The Springfield Files" |
| 1997      | Duckman: Private Dick/Family Man | Richard                        | Series truyền hình, tập: "The Girls of Route Canal" |
| 2002      | Life with Bonnie                 | Johnny Volcano                 | Series truyền hình, 2 tập Nominated-Primetime Emmy Award for Outstanding Guest Actor in a Comedy Series |
| 2003      | Sex and the City                 | Jeremy                         | Series truyền hình, tập: "Boy, Interrupted" |
| 2007–nay  | Californication                  | Hank Moody                     | Golden Globe Award for Best Actor - Television Series Musical or Comedy Đề cử - Golden Globe Award for Best Actor - Television Series Musical or Comedy (2009-2010, 2012) Đề cử - Satellite Award for Best Actor - Television Series Musical or Comedy Đề cử - Screen Actors Guild Award for Outstanding Performance by a Male Actor in a Comedy Series |